# Bob Anderson (baseballista)
Robert Carl Anderson (ur. 25 września 1935, zm. 12 marca 2015) – amerykański baseballista, który występował na pozycji miotacza.
W 1954 podpisał kontrakt z Chicago Cubs, w którym zadebiutował 31 lipca 1957. W listopadzie 1962 w ramach wymiany zawodników przeszedł do Detroit Tigers, w którym zakończył karierę po zakończeniu sezonu 1963.
30 czerwca 1959 brał udział w jednej z nietypowych zagrywek w historii baseballu. W meczu St. Louis Cardinals – Chicago Cubs, w pierwszej połowie czwartej zmiany przy próbie odbicia Stana Musiala, Anderson narzucił trzy balle i jeden strike. Następnie wykonał wild pitch, a piłka uderzając w łapacza Sammy’ego Taylora i sędziego Vica Delmora, powędrowała pod backstop (bariera za łapaczem, oddzielająca trybunę od boiska). Sędzia uznał to za czwarty ball i Musial otrzymał bazę za darmo. Piłka jednak ciągle była w grze (ang. fair ball), więc Musial podjął próbę zdobycia drugiej bazy; piłkę chwycił chłopiec do podawania kijów i podał ją sprawozdawcy meczowemu Patowi Piperowi. Trzeciobazowy Cubs Al Dark pobiegł do backstopu, odzyskał piłkę i skierował ją w stronę drugiej bazy do łącznika Cubs Erniego Banksa. W tym samym czasie sędzia Delmore wprowadził do gry nową piłkę, podał Andersonowi, który rzucił ją zbyt wysoko do drugobazowego Tony’ego Taylora. W efekcie Banks, który był w posiadaniu właściwej piłki, dotknął Musiala rękawicą, gdy próbował zaliczył trzecią bazę. Po naradzie sędziowie uznali to za aut, pomimo protestów menadżera Cardinals Solly'ego Hemusa, który twierdził, że grę utrudnił chłopiec do podawania piłek i Musial powinien był zostać na boisku. Ostatecznie Cubs przegrali mecz 1–4.